# Urbicius (Kämmerer)
Urbicius (latinisierte Form; griechisch Οὐρβίκιος Ourbíkios; geboren vor 434; gestorben nach 504) war im 5. Jahrhundert kaiserlicher Oberkämmerer unter mehreren oströmischen Kaisern, ein Amt, das ausschließlich von Eunuchen bekleidet wurde. Für viele Jahrzehnte war er einer der einflussreichsten Politiker am byzantinischen Hof.
Urbicius ist erstmals für das Jahr 434 als praepositus sacri cubiculi, Oberkämmerer, unter Theodosius II. belegt. In dieser Funktion unterstanden ihm die gesamte Hofverwaltung am byzantinischen Hof und die Aufsicht über die cubicularii, die untergeordneten Bediensteten. In gleicher Stellung setzten ihn auch die Kaiser Leo I. und Zenon ein. Nachdem Leo I. im Jahr 474 gestorben war, unterstützte Urbicius im Jahr 475 zunächst den Versuch des Usurpators Basiliskos, anstelle des legitimen neuen Kaisers Zenon die Macht an sich zu nehmen. Doch beteiligte er sich im Jahr darauf an dessen Sturz, so dass Zenon 476 wieder den Thron besteigen konnte.
Urbicius stand Verina, Witwe Leos I. und Schwester des Basiliskos, nahe. Sie war in den Wirren um die von ihr unterstützte Usurpation ihres Bruders nach einer Anzeige des Generals Illus inhaftiert worden. Möglicherweise war Urbicius am folgenden Mordanschlag auf Illus im Jahr 481 sowie zuvor an weiteren Morden im Umfeld des Hofes – etwa gegen den Heermeister Aspar – beteiligt. Im Jahr 491 unterstützte Urbicius die Wahl von Anastasios I. zum Kaiser, zu dem er bereits seit langem ein Vertrauensverhältnis hatte, wie er es auch zu Ariadne pflegte, der Witwe des 491 gestorbenen Zenon. Sie war es, die auf Vorschlag des Urbicius den Nachfolger ihres Gatten wählen sollte und Anastasios benannte. Zuletzt trat Urbicius im Jahr 504/505 im nordmesopotamischen Edessa und im Heiligen Land auf, wo er christliche Einrichtungen förderte. 
In einer in der ersten Hälfte des 6. Jahrhunderts verfassten und dem Theodosius zugeschriebenen Schrift De situ terrae sanctae wird berichtet, Urbicius habe versucht, den Felsblock, auf dem sich Maria, die Mutter Jesu, drei Meilen außerhalb Jerusalems ausgeruht habe, nach Konstantinopel schaffen zu lassen – ein gescheitertes Vorhaben, so dass der Felsblock in Jerusalem blieb. Aufgrund der viele Jahrzehnte währenden Machtstellung des Urbicius ist nicht bekannt, wann diese Unternehmung stattgefunden haben soll.